# 스팀잇
스팀잇(Steemit)은 블록체인 기반 블로그 및 소셜 미디어 서비스를 제공하는 웹사이트이자, 소셜 네트워크 서비스이다.

## 개요
스팀잇은 네이버 블로그, 페이스북과 같이 누구나 사진, 영상, 텍스트로 된 콘텐츠들을 자유롭게 업로드하고, 다른 사용자들과 소통할 수 있는 소셜 미디어라는 점에서 동일하지만, 모든 콘텐츠가 스팀 체인(블록체인)에 저장된다는 점과 콘텐츠 저자와 큐레이터가 자신의 활동 및 기여에 따라 스팀(STEEM) 코인을 통해 보상을 직접 받을 수 있다는 점에서 차별성을 가지고 있다. 
단, 블록체인을 기반으로 하는 SNS이기 때문에 계정 삭제(회원 탈퇴)는 불가능하며 계정 암호키 분실 시 계정 복구가 불가하다는 단점이 있다. 또한, 게시된 지 7일이 지난 게시물은 삭제할 수 없기에 작성하는 내용에 개인정보가 작성되지 않도록 글 작성에 있어 신중한 주의를 기울여야 한다.
이용자는 스팀잇에서 글을 쓰는 등의 활동을 통하여 암호화폐의 일종인 스팀 혹은 스팀달러로 보상을 받게 되며, 글을 추천하거나 비추천하는 투표 활동 및 스팀파워를 보유하는 것만으로도 스팀 보상을 받을 수 있다. Multi-token Economy와 SNS 플랫폼과의 접목을 최초로 시도한 프로젝트라는 점과 약 5년 동안 지속적으로 유지되고 있는 부분에서 큰 의미가 있다.

## 관련 용어

### 기본 용어
- 스팀잇(Steemit) : 블록체인인 스팀체인(SteemChain)에 기록되는 내용을 사용자가 보기 쉽게 표시해 주는 일종의 웹사이트
- 스팀체인(SteemChain) : 블록체인이 담겨있는 데이터, 일종의 DB 개념
- 임대/위임(Delegations) : 스팀체인(SteemChain) 에서는 타 블록체인에 없는 임대/위임(Delegations)라는 개념을 가지고 있다. 이것은 일종의 투자의 한 형태로 자신의 스팀파워에 대한 권한을 타인에게 위임을 하는 것이다. 즉 일종의 전세 혹은 월세 개념으로 볼 수도 있다. 즉, 타인에게 자신의 스팀파워를 빌려줄 수도 있고, 빌릴 수도 있는 것이다. 이것으로 투자자들은 리스크를 줄일 수 있고, 사업자들은 보다 쉽게 모금 운동을 할 수 있다. 대표적인 사업 형태로는 스팀파워를 임대받아서 그에 따른 자체 토큰으로 보상을 주는 형태의 사업가 있었다.

### 화폐
- 스팀(Steem) : 스팀체인(SteemChain) 내에서 발생하는 유동성 있는 암호화폐
- 스팀파워(SteemPower) : 스팀체인(SteemChain) 내에서 사용할 수 있는 유동성 없는 암호화폐로 유동성이 없이 오직 스팀 체인 내에서만 사용된다. 스팀과 1:1 교환할 수 있으며 스팀에서 스팀파워는 즉시 교환할 수 있으나, 스팀파워에서 스팀으로는 4주 동안 분할로 진행된다. 예를 들어 40스팀파워를 스팀으로 전환하는 경우, 1주 차 10스팀(10스팀) 전환, 2주 차 10스팀(20스팀) 전환, 3주 차 10스팀(30스팀) 전환, 4주차 10스팀(40스팀)으로 교환된다. 이는 투표 활동과 관련이 있다.
- 스팀달러(SteemDollar) : 스팀체인(SteemChain) 내에서 사용할 수 있는 유동성 있는 1달러의 가치에 상응하는 화폐로 발행 수는 스팀 가치의 10%로 제한된다. 여기서 상응한다는 의미는 1달러를 보장한다는 것과 조금 다른 의미를 갖게 된다. 스팀달러는 스팀 내의 유동성이 있는 화폐인 스팀을 통해 1달러의 가치를 유지한다. 예를 들어 스팀이 250원의 가치를 가지고 있을 때 1스팀달러(1달러당 1000원 기준) 1스팀달러 : 4스팀 비율로 전환이 된다. 이를 통해 1달러의 가치를 유지한다.

## 같이 보기
- 스팀 (암호화폐)